# Marek Maciejewski
Marek Maciejewski (Toruń, 6 giugno 1977) è un ex ciclista su strada polacco, che ha corso tra il 1994 e il 2007.

## Carriera
Gareggia nella categoria Junior tra il 1994 e il 1995, passando ai dilettanti nel 1996. Nel 1998 è ingaggiato dalla polacca Tkk Pacific/Nestle Toruñ, restando nel dilettantismo. Nel 2000 passa all'Atlas Ambra, squadra professionistica polacca. In seguito veste i colori della Servisco Koop, approdando alla Grupa PSB nel 2004. Nell'annata successivo coglie il successo più importante della sua carriera, vincendo a Lipsia la Neuseen Classics, corsa di un giorno valida per il calendario UCI Europe Tour 2005. Nel 2006 ritorna a correre tra i dilettanti vincendo tre corse. L'anno seguente, dopo aver trascorso la stagione alla Weltour, si ritira dal ciclismo professionistico.

## Palmarès

### Strada
- 2001 (Atlas Ambra, due vittorie)

6ª tappa Tour du Maroc (Khenifra > Béni Mellal)
Classifica generale Energa Tour
- 2005 (Grupa PSB, due vittorie)

Neuseen Classics
Memoriał Henryka Łasaka
- 2006 (Dilettanti, tre vittorie)

Classifica generale Košice-Tatry-Košice
1ª tappa Tour de Sénégal (Rufisque > Kaolack)
5ª tappa Tour de Sénégal (Somone > Somone)

#### Altri successi
- 2003 (Servisco Koop)

Wyscig o Puchar Burmistrza Wolomina
- 2004 (Grupa PSB)

Dookola Jeziora Lutrzanskiego
Criterium di Radzymin